# Флаг бисексуалов
Флаг бисексуалов был разработан Майклом Пейджем в 1998 году для того, чтобы дать бисексуалам свой собственный символ сравнимый с радужным флагом большого ЛГБТ-сообщества. Его целью было повысить узнаваемость бисексуалов как в обществе в целом, так и в ЛГБТ-сообществе. Впервые флаг был представлен на первой юбилейной вечеринке BiCafe 5 декабря 1998 года после того, как Пейдж был вдохновлён своей работой с BiNet USA.

## Дизайн и цвета

Би-треугольники

Пейдж взял цвета из существующего би-символа и перенёс на собственное творение, сказав:
При разработке Флага гордости бисексуалов я выбрал цвета и схему наложения символа «bi angles».
Biangles, или бисексуальные треугольники, являются ещё одним символом для бисексуального сообщества с неясным происхождением. Символ полумесяца является ещё одним символом бисексуалов, которые намеренно избегают образов розового треугольника.
Пейдж описывает значение флага «розовый», «фиолетовый» и «синий» (соотношение 2: 1: 2) следующим образом: «Розовый цвет представляет сексуальное влечение только к одному и тому же полу (геи и лесбиянки). Синий представляет сексуальное влечение только к противоположному полу (гетеросексуальность), и получающийся в результате смешения фиолетовый представляет собой сексуальное влечение к обоим полам (би)».
Пейдж описывает значение флага в более глубоких терминах, заявляя: «Ключ к пониманию символики флага гордости бисексуалов — это знать, что фиолетовые цвета незаметно смешиваются как с розовым, так и с синим, как и в реальном мире, где би-люди незаметно смешиваются как с геями, так и с лесбиянками».
Аспекты флага не являются фиксированным, но часто используются 2:3 и 3:5, как и многие другие флаги.
Цвета и ширина полос сверху вниз: розовый (40 %), фиолетовый (20 %) и синий (40 %). Точные цвета, заданные дизайнером: PMS 226, 258 и 286. Их приблизительные значения HTML: # D60270, # 9B4F96, # 0038A8, их приблизительные значения RGB составляют (214,2,112), (155,79,150) и (0,56,168) соответственно. Он не запатентован, не зарегистрирован под торговой маркой и т. п.